# Slag bij Atrecht (1654)
De Slag bij Atrecht is een veldslag die werd uitgevochten bij Atrecht (Arras) op 25 augustus 1654 tijdens de Frans-Spaanse Oorlog tussen  Frankrijk en het Leger van de Zuidelijke Nederlanden.
In reactie op het Franse beleg van Stenay in 1654 sloeg Lodewijk II van Bourbon-Condé samen met het Spaans-Nederlandse leger onder aanvoering van landvoogd Leopold Willem van Oostenrijk het beleg op voor de stad Atrecht, de hoofdstad van het Nederlandse graafschap Artesië. Hierdoor moest de Franse maarschalk Turenne met zijn leger opmarcheren naar Atrecht om het beleg te ontzetten. Op 25 augustus kwam het tot een treffen tussen de legers en wist Turenne de Spanjaarden te verslaan.

## Gevolgen
De gebiedswinst van Lodewijk XIV van Frankrijk op de Zuidelijke Nederlanden werd in 1659 bij de Vrede van de Pyreneeën bevestigd. Diverse Zuid-Luxemburgse steden in de streken rond Montmédy, Yvoy en Thionville, alsmede het hele graafschap Artesië, die alle tot de Spaanse Nederlanden behoorden, werden Frans grondgebied. De stad Duinkerke werd toebedeeld aan het Engelse Gemenebest. Voor een ruimer overzicht van de strijd om de Nederlandse zuidgrens, zie Vlaanderen (Franse provincie). 